# Ферери-Перини-Молини (Бјела)
Ферери-Перини-Молини је насеље у Италији у округу Бијела, региону Пијемонт.
Према процени из 2011. у насељу је живело 51 становника. Насеље се налази на надморској висини од 357 м.